# مادربزرگ من
مادربزرگ من (به ترکی استانبولی: Anneannem) کتابی است نوشته فتحیه چتین که در سال ۲۰۰۴ میلادی در ترکیه انتشار یافت و در مدتی کوتاه به چاپ هفتم رسید و به زبان‌های انگلیسی، فرانسه، یونانی، ایتالیایی و ارمنی ترجمه شده‌است.
مادربزرگ که همه او را زنی تُرک با نام «سحر» می‌دانستند به امید یافتن اقوام خود در ایالات متحده آمریکا نزد نوه اش زبان به اعتراف می‌گشاید و می‌گوید ارمنی است و تا سال ۱۹۱۵ میلادی مسیحی بوده‌است. مادربزرگ از نسل‌کشی ارمنی‌ها، تخلیهٔ روستاها و تبعید و کوچ اجباری مردم که خود نیز از آن‌ها بی نصیب نمانده سخن می‌گوید.